# 私人
私人（しじん、private individual）は、公人の対義語で、公務員などの公の職業に従事する者を除いた者の総称とされるが、下記に述べるように明確に定義されていない。

## 私人の概念
一般に学生や民間企業の社員（すなわち一般人）は概ね私人とされるが、メディアにおける露出が多い者であれば、私人に分類されないという傾向がある。また、下記のように公人・私人が同一人物の場合や、「個人」との混同もみられる。
公人・私人が同一人物の例
国会議員が靖国神社を参拝した際の記者団からの定番の質問が、「公人」か「私人」かである。この場合、公人・私人ともに同一人格だが、記帳の際に公職の職名を明記すると「公人」扱いされる。
「個人」との混同
法規や社会科学用語など外国語からの翻訳が多いのだが、しばしば「私人」と「個人」との混同がみられる。